# National Highway 4 (Myanmar)
National Highway 4 (NH 4) ist eine wichtige West-Ost-Fernstraße im zentralen Myanmar.
Er verbindet die Stadt Meiktila in der Mandalay-Division mit Tachilek im Shan-Staat. Der Highway beginnt in der Nähe von Meiktila, am National Highway 1 nach Thazi, Kalaw, Taunggyi, der Hauptstadt des Shan-Staates, und führt weiter nach Hopong. Hier ist der Abzweig zum National Highway 5. Der Hauptweg führt dann weiter nach Keng Tung und endet in Tachilek im Osten von Myanmar an der Grenze zu Mae Sai in der Provinz Chiang Rai in Thailand. Hier befindet sich der Übergang zur Thailand Route 1. Die Fernstraße gehört zum Asian Highway Network AH2.

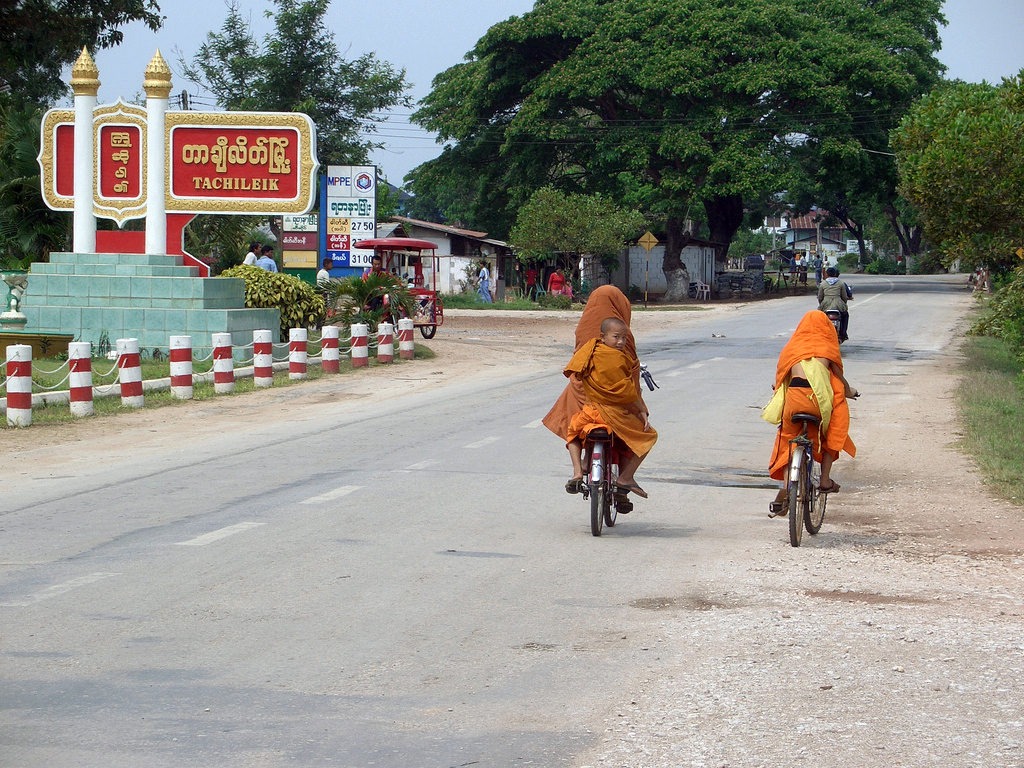
Nationalstraße 4 in Tachileik
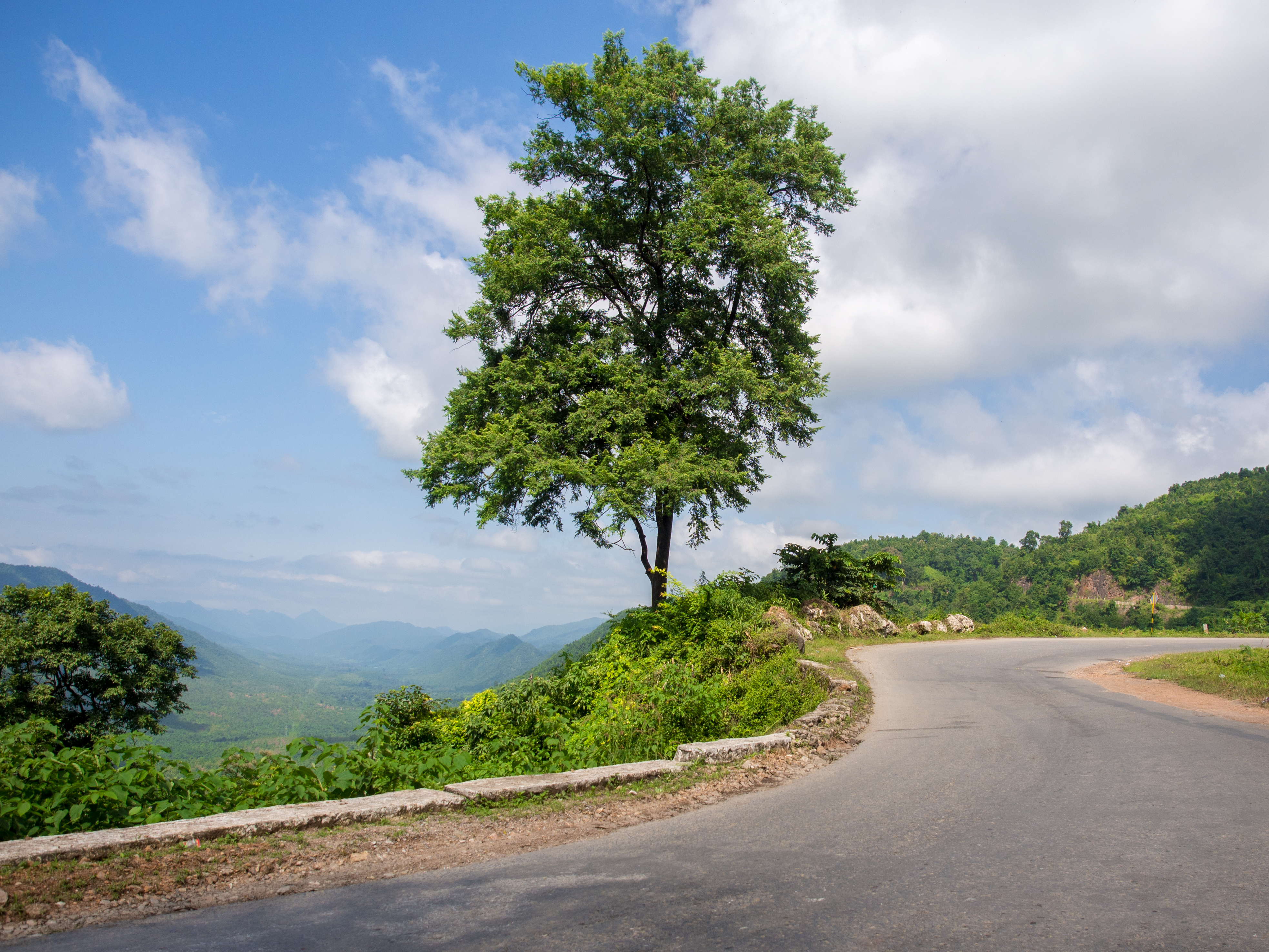
Fernstraße 4 (NH4) in der Nähe der Ortschaft Kalaw
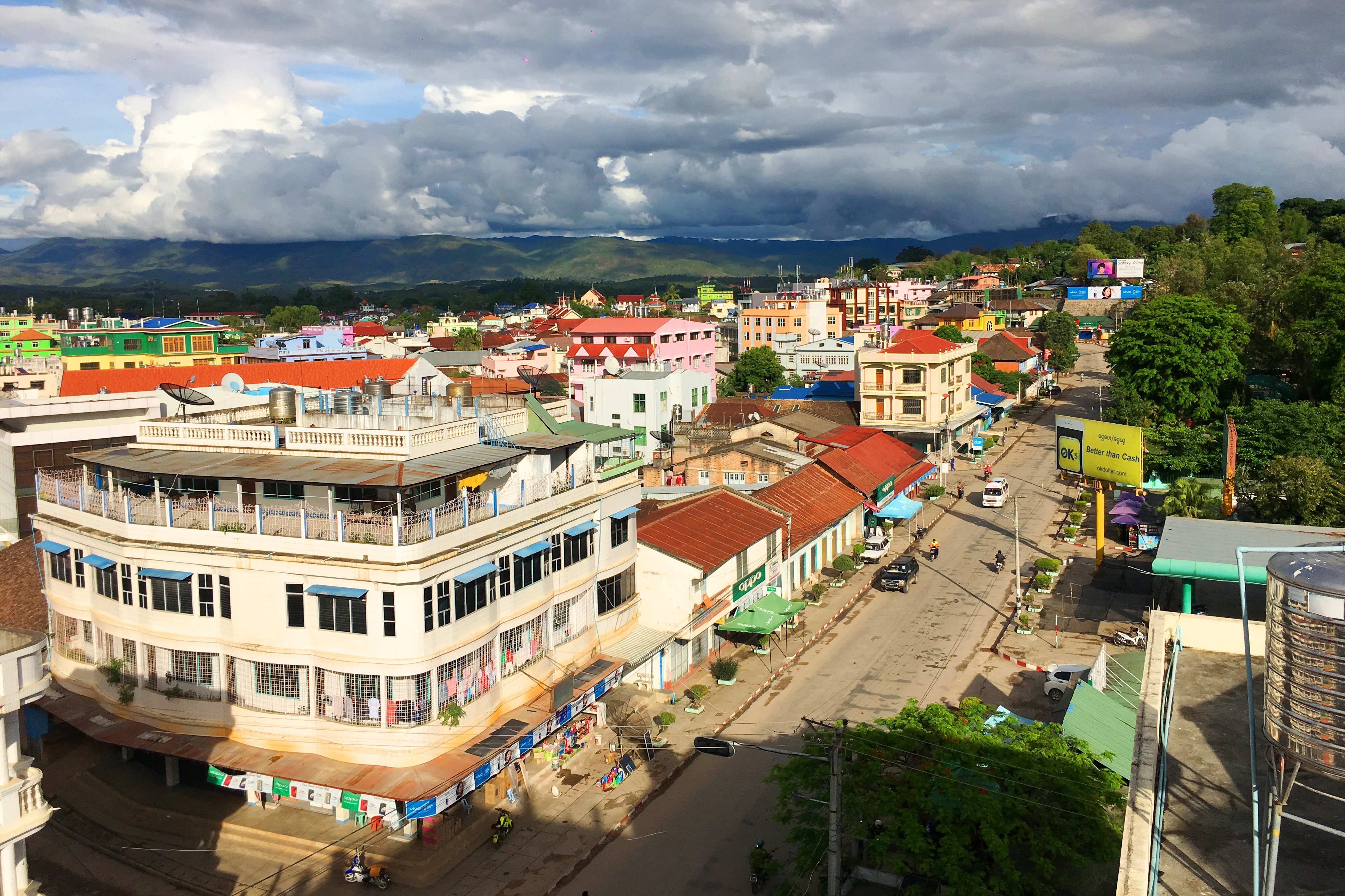
NH4 in Keng Tung